# Ilan El Khattabi
Pour les articles homonymes, voir Khattabi.
Pas d'image ? Cliquez ici

a Compétitions nationales et continentales officielles uniquement.

b Matchs officiels uniquement.
Dernière mise à jour le 30 avril 2025.
Ilan El Khattabi, né le 10 juin 1999 à Colombes (France), est un joueur international marocain de rugby à XV évoluant au poste de demi de mêlée.

## Biographie
Ilan El Khattabi commence la pratique du rugby à XV au club du CSM Gennevilliers à l'âge de neuf ans. Ensuite, il rejoint à ses quinze ans le RC Massy et intègre le pôle espoirs du lycée Lakanal à Sceaux. Il rejoint le centre de formation de l'US Oyonnax en 2017. 
En 2018, il est sélectionné en équipe de France des moins de 20 ans développement pour une tournée en Irlande opposant la France à l'Irlande et à l'Écosse.
Il signe son premier contrat professionnel au club d'Oyonnax Rugby en 2019. 
Durant la saison 2022-2023, il remporte la Pro D2 avec son club en battant le FC Grenoble en finale. 
À partir de la saison 2024-2025, il quitte Oyonnax Rugby et s'engage avec le Rouen Normandie Rugby, récent relégué en Nationale

## Palmarès
- Vainqueur du Championnat de France de Pro D2 en 2023 avec Oyonnax Rugby.